# Löh (Wermelskirchen)
Löh ist ein Wohnplatz in der Niederhonschaft Wermelskirchen. Er liegt südöstlich der Bundesstraße 51 an der Verbindungsstraße von Unterstraße nach Rausmühle.
Der Ortsname Löh wird als ursprünglich „Wald, Gebüsch, lichter Wald“ gedeutet.

## Geschichte
Im Heberegister der Kirche zu Wermelskirchen um das Jahr 1400 ist Löh nicht genannt. Daraus kann man mit Vorsicht schließen, dass es noch nicht besiedelt war. Die Erstnennung des Wohnplatz Löh findet sich 1469 im Schatzregister des Amt Bornefeld. Darin wurden aber nur die sog. „kleinen Leute“ erfasst, also Pächter, Knechte, Mägde, Hirten und Dienstboten. Es heißt dort, eine Magd namens Else zum Löh gibt 4 Albus an Steuer.
Im Jahr 1487 wird der erste Gutsbesitzer auf Löh genannt. Es gaben die Untertanen ihrem Herzog Wilhelm II. ein Darlehen. In der Liste heißt es, Tylman zum Löh gibt 1 Gulden. Dieser Tylman hat noch keinen Nachnamen, das war noch nicht üblich zu der Zeit. Er könnte der erste Siedler gewesen sein der auch das größte Gut auf Löh gründete. Dieses ist der Wohnplatz heute Löh Haus Nr. 69. Den Wert eines Gulden kann man ermessen daran, dass ein einfaches Bauernhaus zu der Zeit etwa 20–30 Gulden kostete.
Die Steuerliste von 1586 zeigt bereits nach drei Generationen vier Grundbesitzer, ob durch Erbteilung oder durch Neuanlage ist unbekannt. Es sind Trein Kortte, der zahlt 5 Taler, Herman Basthart, zahlt 7 Taler und Herman Schmits und sein Eidam zahlen 2 Taler. Die Trein Schmits Wittib und ihr Sohn Heinrich zahlen 5 Taler für das sicher größte Gut an Steuern.
Dieselben Personen finden wir in der Steuerliste von 1590. Tryne Korte die jetzt ½ Taler Steuer zahlt. Herman Bastart der 3 Taler Steuer zahlt, Herman Schmitt und sein Eidam die 1 ½ Taler Steuern zahlen. Die Schmitts Wittib zahlt jetzt 1 ½ Taler Steuer für ihr Gut.
Etwa zwei Generationen später, im Jahr 1666, findet in Ostringhausen die Erbhuldigung für einen neuen Herzog statt. Vor Amtmann Freiherr von Ossenbroich, Freiherr von Steinen, Hofrat Dr. Ehrmans, Richter Robens und Gerichtsschreiber Brosius mussten alle Einwohner von Wermelskirchen, Dabringhausen, Dhünn und Fünfzehnhöfen, mit dem Gewehr erscheinen und den Huldigungseid schwören. Dazu mussten sie mit lauter Stimme „Ja“ sagen zu dem vorgelesenen Eidestext und durch rühren der Trommel, Lösung der Fuhrkarren Freudenzeichen geben. Bei dieser Amtshandlung mussten die anwesenden Bewohner des Bezirkes antreten in der Reihenfolge der Orte.
Für Löh waren das 1666 Theilgen Ecke, Henrich Kempe, Theiß Platzhoff und Peter Klein. Für die Buddemühle folgten Johan Bodt und für die Rausmühle Peter Platzhoff.
Bei der Eventual-Erbhuldigung von 1730 sind für Löh Theiß vom Heidt, Johann Encke(Ecke), Joaes Heyder, Caspar Lohe und Theiß Jäger anwesend.
Die Eigentümer-Familien der Güter auf Löh haben sich 1666 durch Erbfälle oder Verkäufe geändert und sind nur an der Größe vielleicht noch zuordnenbar.